# Fort bij Aalsmeer
Het Fort bij Aalsmeer, ook wel bekend als Fort Rijsenhout, is een fort in Haarlemmermeer bij Aalsmeer en maakte onderdeel uit van de Stelling van Amsterdam.

## Ligging en bouw
Het fort ligt op de (zuidelijke) plek waar de Geniedijk Haarlemmermeer op de ringdijk, hier Aalsmeerderdijk geheten, uitkomt die langs de Ringvaart loopt.
Het aardwerk van het forteiland stamt uit de jaren 1890-1895. De bomvrije gebouwen werden 10 jaar later gebouwd en het fort kwam in 1905 gereed. Het fort is van een A-type met twee vrijstaande gebouwen voor hefkoepelgeschut en een frontgebouw dat door een poterne is verbonden met het hoofdgebouw. De hefkoepelgebouwen zijn in goede staat. Het fort kreeg, net als Fort bij Vijfhuizen, een dubbele frontgracht. Tijdens de mobilisatie van de Eerste Wereldoorlog werd het fort bemand, er was ruimte voor zo'n 280 man.

## Sluizencomplex
Achter het fort ligt een dubbele schutsluis waarmee de zuidwestelijke helft van Haarlemmermeer in geval van een vijandige aanval onder water gezet kon worden. Het water kwam uit de Ringvaart, in de dijk lag een ophaalbrug en het water kwam in het voorkanaal. Vanwege het grote peilverschil waren twee sluizen nodig. De aanleg van de sluis had verder als voordeel dat de Haarlemmermeer toegankelijk werd voor de scheepvaart. Vooral suikerbieten werden door de sluizen en via de Ringvaart naar de suikerfabriek in Halfweg vervoerd. Vanaf 1950 werden de sluizen niet meer gebruikt en ze zijn tegenwoordig in slechte staat. In 1984 is in de bovensluis voor de veiligheid een betonnen damwand aangebracht en de benedensluis is volgestort.
Aan de overkant van de sluizen staan drie loodsen. De houten genieloods kwam in 1894 gereed. De twee andere loodsen zijn na de Tweede Wereldoorlog gebouwd en dienden voor de opslag van militaire voertuigen en goederen.

## Huidig gebruik
Het fortgebouw wordt op dit moment gerestaureerd door de Stadsherstel. In het fort is sinds 2009 het CRASH Luchtoorlog- en Verzetsmuseum '40-'45 te bezoeken. De voormalige Genieloods (1894) is in 2020 volledig gerestaureerd. Hier is de Fortboerderij gevestigd, waar BoerBos met zijn schaapskudde zorgdraagt voor het ecologische beheer van het terrein op en rond het fort, en de aangrenzende Geniedijk. Daarnaast verzorgt BoerBos voor bedrijven en organisaties diverse programma's op het gebied van herontwikkeling erfgoed, leiderschap, groei en transformatie. In oktober 2022 is Stadsherstel eigenaar van het fort geworden.
In 2024 zijn bij de restauratie van het fort schilderingen teruggevonden die verdwenen waren achter witte tegels. De afbeeldingen zijn te vinden in verblijf 23. Hier zijn tien posities van figuren van ongeveer 16 centimeter hoog, waarvan er vijf nauwelijks zichtbaar zijn. De tekeningen hebben een vrolijk dan wel licht spottend karakter. Wel herkenbaar zijn een infanterist met geweer, idem met een emmer in zijn hand, een militair op een speelgoedpaard, een trompetter met trompet en een officier of onderofficier met aan weerszijden een vrouw en een kind. Wie en wanneer ze zijn gemaakt is onbekend.

## Fotogalerij

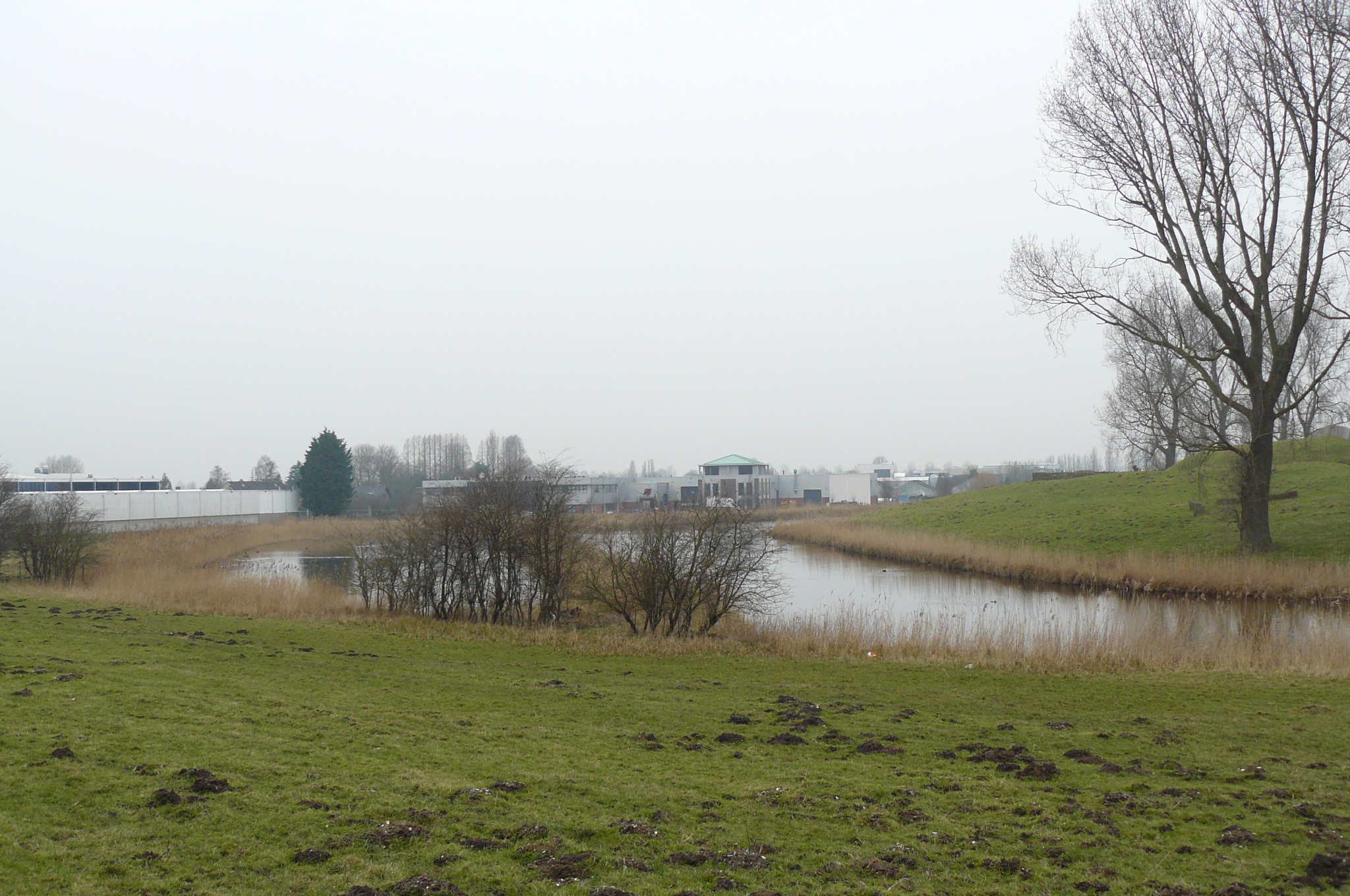
De dubbele gracht voor het fort
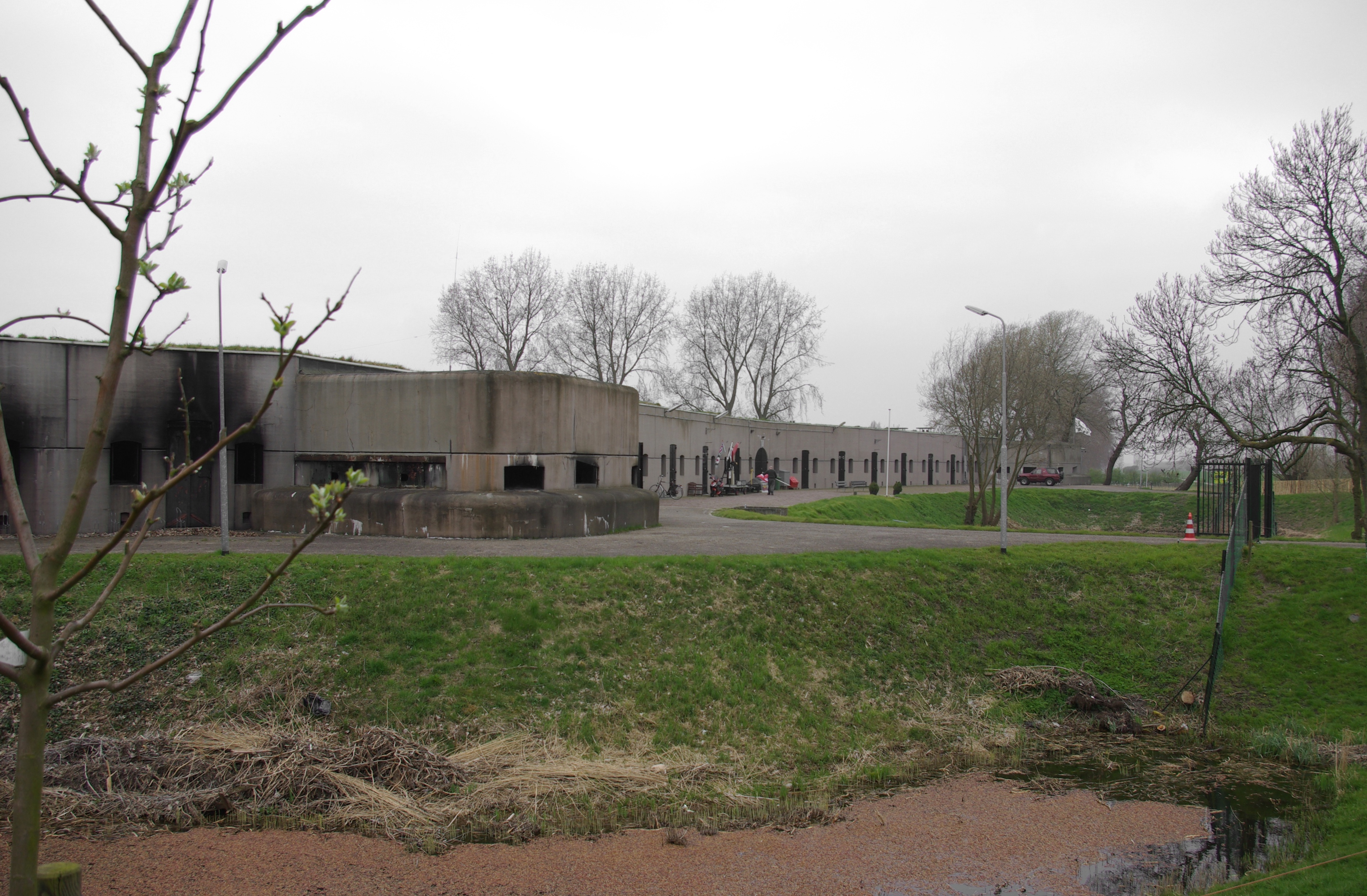
Zijaanzicht
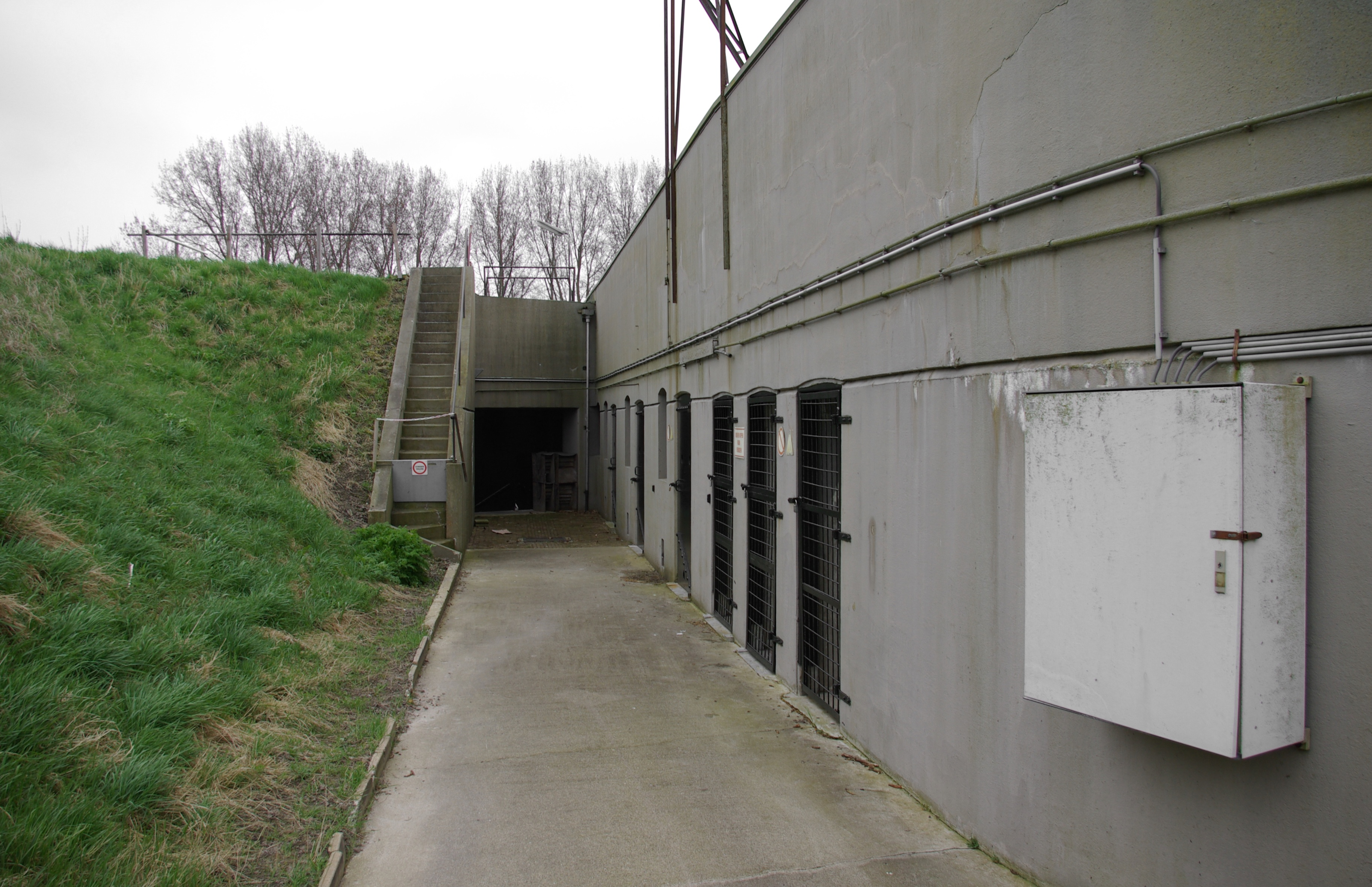
Ingangen van het gebouw
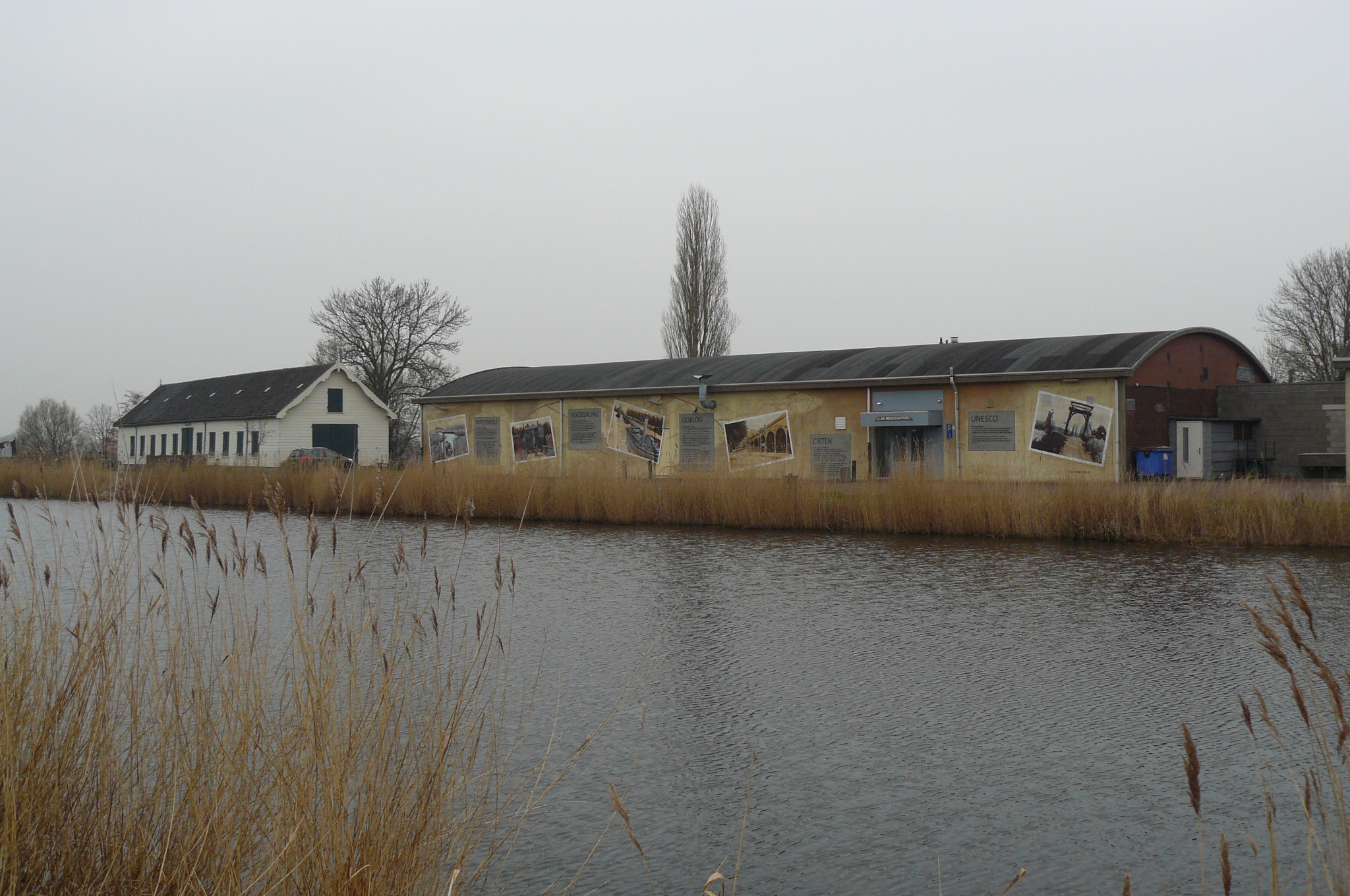
Loodsen achter het fort met links de genieloods
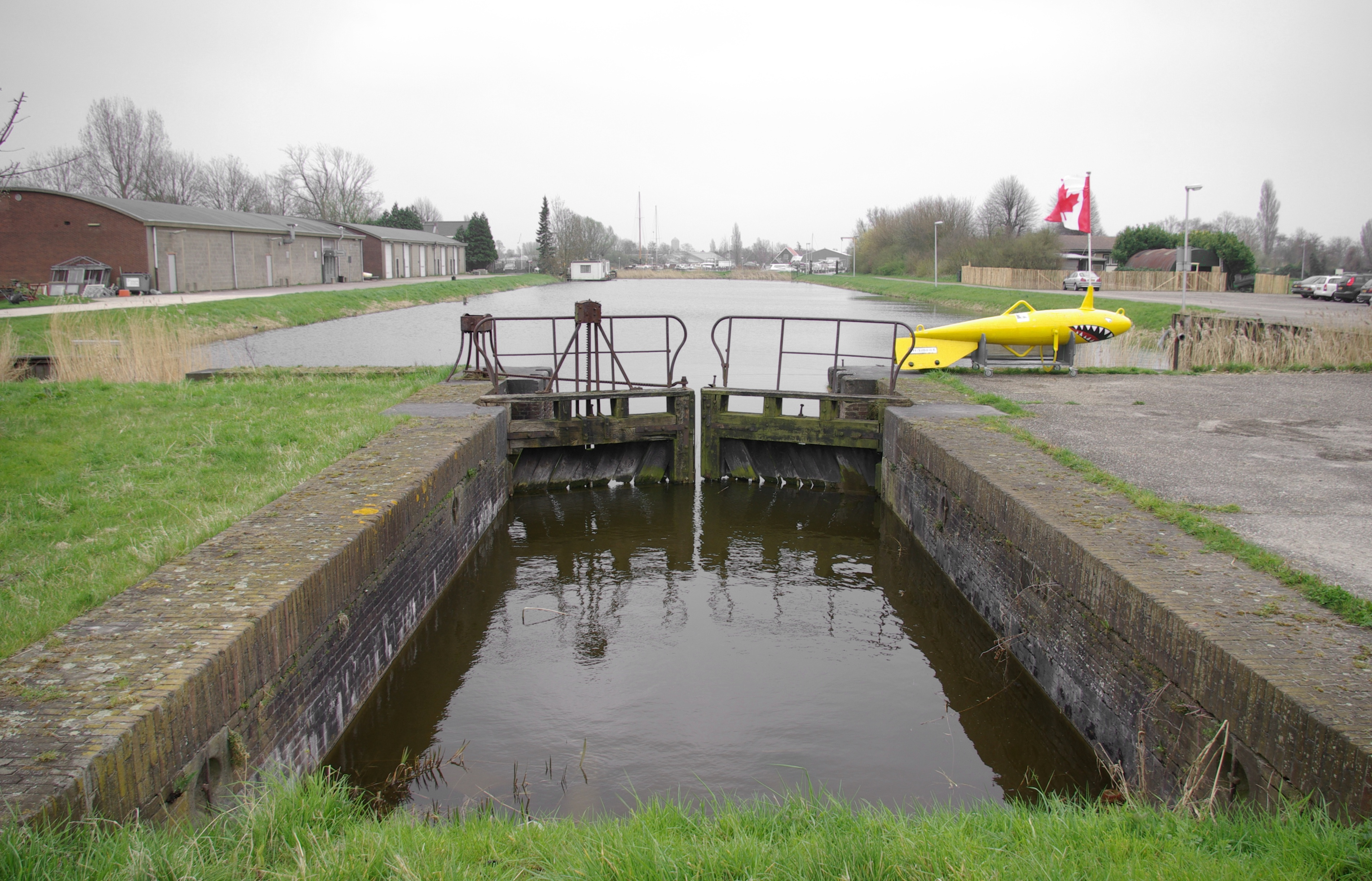
Bovenschutsluis met zicht op de voorkanaal en achter de dijk de Ringvaart
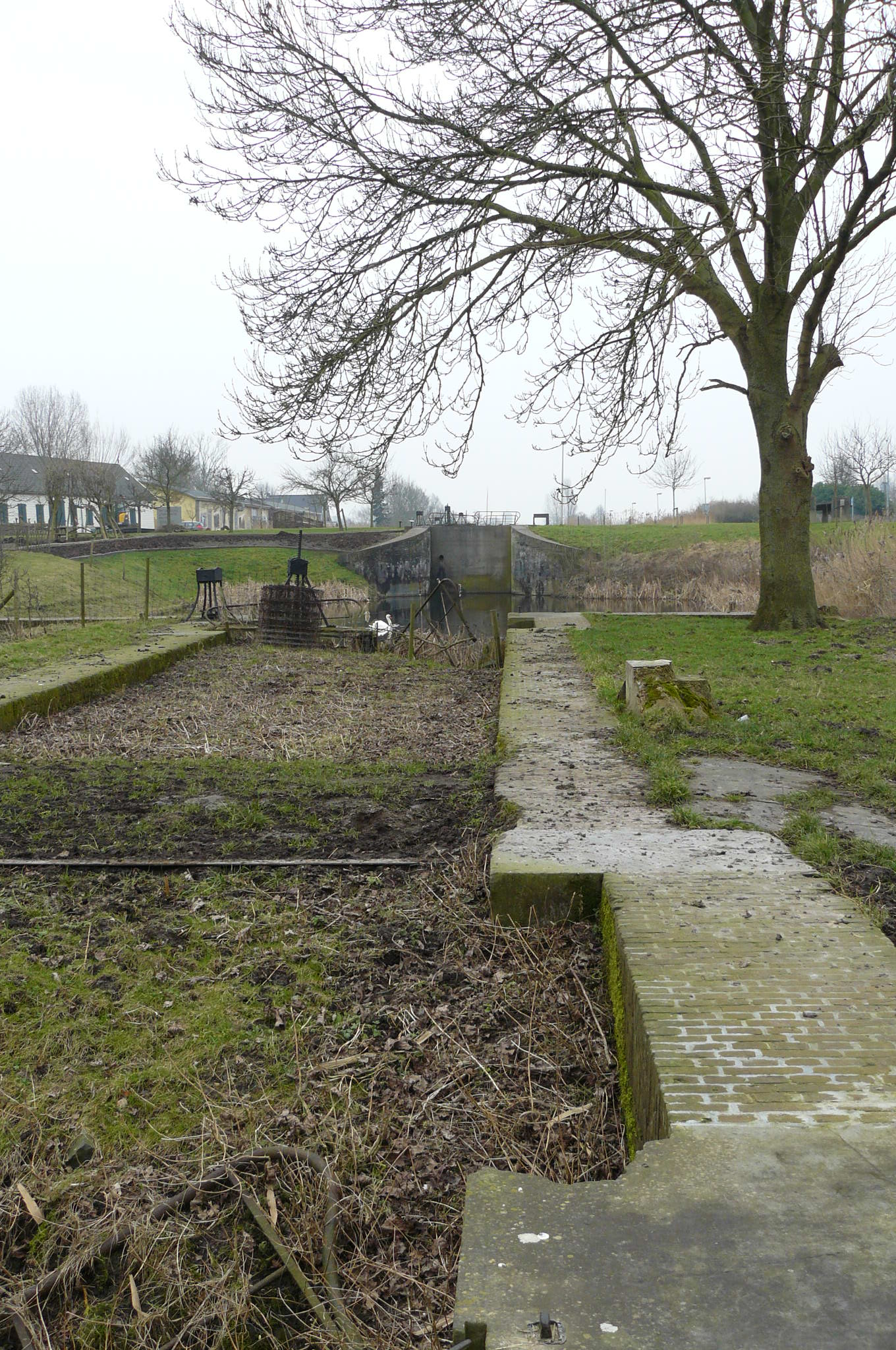
Zicht vanaf de volgestorte benedensluis naar de bovensluis